# Шилейко, Владимир Казимирович
Влади́мир Казими́рович Шиле́йко (настоящее имя — Вольдемар-Георг-Анна-Мария, 2 [14] февраля 1891 года, Петергоф — 5 октября 1930 года, Москва) — русский востоковед, поэт и переводчик, второй муж Анны Ахматовой, член Императорского православного палестинского общества, профессор.

## Биография
Вольдемар Шилейко родился 2 (14) февраля 1891 года в Петергофе. Старший сын в семье, где всего было пятеро детей. Отец, Казимир Донатович Шилейко, — отставной поручик, потом чиновник (статский советник), два года изучал археологию в Петербургском археологическом институте и, возможно, способствовал увлечению сына Востоком.
Володя начал самостоятельно изучать древнееврейский язык с семи лет. В гимназии, которую окончил с золотой медалью в 1909 году, выучил древнегреческий и латынь, вёл научную переписку с Британским музеем. С 1909 года учился в Петербургском университете, однако через два года его учёба прервалась: В. К. Шилейко заболел туберкулёзом. К 1913 году он поправился и вернулся в университет. Изучал ассириологию под руководством П. К. Коковцова и Б. А. Тураева. Переписывался с ведущими востоковедами мира (Франсуа Тюро-Данженом и другими), печатался во многих европейских научных журналах.
Кроме научной деятельности, Шилейко писал стихи (близкие к поэтике акмеизма), публиковался в российских литературных журналах. Неслучайно самыми знаменитыми его переводами стали переводы шумерской и аккадской поэзии.
С 1913 года был женат на дочери отставного штабс-капитана Софии Александровне Краевской (1880—1942, Ленинград), художнице, преподавательнице рисования в Коломенской женской гимназии.
В 1918 году женился на поэтессе Анне Андреевне Ахматовой, став её вторым мужем (после Н. С. Гумилёва). Брак продлился около пяти лет, до 1922 года (официально расторгнут решением народного суда Кропоткинского участка Хамовнического района Москвы от 8 июня 1926 года). После расставания Ахматова и Шилейко поддерживали переписку до самой смерти последнего.
После развода с Анной Андреевной Вольдемар Казимирович женился на Вере Константиновне Андреевой (1888—1974). В 1927 году у них родился сын Алексей, в будущем профессор, завкафедрой электроники в МИИТе, близкий друг братьев Стругацких. Алексей Вольдемарович Шилейко в сотрудничестве с женой Тамарой Ивановной в течение многих лет активно занимался творческим наследием отца, составлением архива (в частности, спасением рукописи «Ассиро-вавилонский эпос»), подготовкой публикаций.
С 1919 до 1929 года работал в Петроградском (Ленинградском) государственном университете, где сотрудничал с А. П. Рифтиным и академиком В. В. Струве, затем переехал в Москву.
Скончался 5 октября 1930 года от туберкулёза, не дожив до 40 лет. Похоронен на Введенском кладбище (15 уч.).

## Поэзия
В. К. Шилейко не издал своего авторского поэтического сборника, но в 1913—1919 годах публиковался в периодике; ряд его стихотворений остался в рукописях и был издан посмертно. В 1910-е годы, начиная со знакомства в 1911 году с Гумилёвым, он был биографически и творчески близок с Цехом поэтов и акмеистами, хотя формально в эти объединения не входил. Его стихи печатались в акмеистическом журнале «Гиперборей». В. Н. Топоров охарактеризовал Шилейко как «значительного и весьма оригинального» поэта; с его точки зрения, Ахматова и Мандельштам «заметили стихи Шилейко и усвоили себе их уроки». По воспоминаниям Мандельштама, «Шилейко для нас был той же бездной, какой для [футуристов] был Хлебников». Шилейко был также известен как «остроумец» и сочинитель кружковой шуточной поэзии.

## Шумерология
В своей монографии «Вотивные надписи шумерийских правителей» (Пг., 1915) 24-летний бывший студент Шилейко издал 35 посвятительных надписей из коллекции Н. П. Лихачёва, сделанных на камне и глине по приказу одиннадцати правителей Шумера. Можно только удивляться смелости этого юноши, который, будучи самоучкой в шумерологии, отважился предъявить учёному миру плоды своей работы. Однако степень оригинальности этой работы не следует преувеличивать. Из 35 надписей 21 однотипная (стандартный текст на посвятительных глиняных гвоздях правителя Гудеа). Уникальными являются только три небольших текста, из которых один не нуждается в связном переводе (это перенесённый на глиняную призму список профессий); прочие имеют дубликаты в других музеях и впервые переведены западными специалистами. В издательской части следует отметить тщательно выполненную тушевую прорисовку каждого текста и образцово сделанную транслитерацию шумерской клинописи.
Гораздо большее значение имеет предпосланное изданию вступление, никак не озаглавленное в монографии. Здесь Шилейко излагает свои представления об основных этапах шумерской истории, соотнося их с изложением Э. Мейера в его «Истории древнего мира». Сперва он устанавливает хронологическую границу начального этапа шумерской истории (вторая половина V тыс. до н. э.). Затем Шилейко спорит с Мейером по вопросу о влиянии семитов на шумерскую культуру. Египтолог и семитолог Э. Мейер утверждал, что приоритет в развитии месопотамской цивилизации принадлежит семитам Аккада и Вавилона. Шумеролог Шилейко поставил этот тезис под сомнение, найдя убедительные для того времени доказательства шумерского культурного приоритета. Он показал, что в семитском языке Месопотамии имеется более 200 заимствований из шумерского языка, а в клинописи все известные изображения голов безбороды и коротковолосы (семиты же всегда изображались с бородами). Кроме того, имена богов и жреческие должности названы по-шумерски и не носят следов семитского влияния. После этой дискуссии автор вступления подробнейшим образом изложил вопрос о термине «Шумер», доказывая, что от эпохи к эпохе географический смысл этого термина подвергался изменениям.
Основываясь на знании огромного числа разрозненных текстовых публикаций, Шилейко определяет число лет правления каждого царя, устанавливает точную последовательность правления царей одной городской династии, соотносит данную династию с династиями других городов (фактически давая синхронистическую таблицу по каждому этапу ранней шумерской истории), выдвигает несколько смелых и впоследствии оправдавшихся гипотез политической истории.
Так, Шилейко самостоятельно (хотя и одновременно с французскими специалистами) приходит к выводу о том, что после своего смещения в результате заговора правитель Лагаша Лугаланда не был убит. Напротив, он оставил за собой титул великого правителя (энсигаля), ему было пожаловано имение, и в этом имении он год спустя умер. Вторая важнейшая гипотеза Шилейко-историка заключалась в том, что династия Аккада была разрушена не царями второй династии Урука (как думал Мейер), а нашествием кутиев, впоследствии подчинивших себе всю страну. Интересно, что он приходит к этому выводу на основании нескольких хозяйственных текстов, в котором говорится о доставке больших грузов некоему царю в эпоху Гудеа. Шилейко соотносит это сообщение с надписями Гудеа, в которых констатируется его власть над территорией, ранее принадлежавшей Аккаду, и с датировкой одной хозяйственной таблички годом разрушения Урука. Проведя палеографический анализ всех учтённых текстов, он делает конечный вывод: Гудеа правил после разрушения Аккада, вторая династия Урука имела в эту эпоху второстепенное значение и часто подвергалась нападениям извне, а грузы, которые во времена Гудеа поставлялись царю, — дань кутийским завоевателям Шумера, титуловавшим себя царями (лугалями).
Почти все гипотезы вступительной статьи Шилейко впоследствии блестяще подтвердились в исследованиях В. В. Струве и И. М. Дьяконова.

## Переводы, история литературы

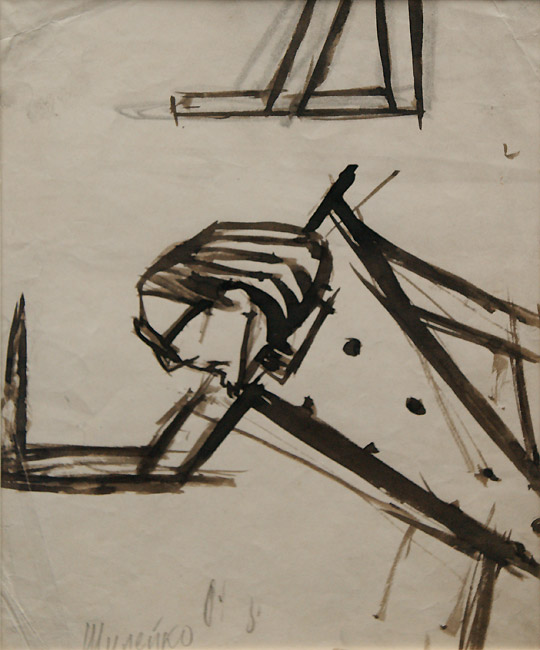
На рисунке Натана Альтмана

Шилейко первым в истории русской литературы стал переводить аккадские и шумерские литературные тексты с оригинала. Им были установлены основные правила аккадского стихосложения. Шилейко принадлежат поэтические переводы гимнов, заговоров, эпических фрагментов, памятников религиозно-этической литературы, а также ритмизованные переводы шумерских царских надписей и вавилонских гадательных текстов. В архиве учёного сохранился и перевод шумерского религиозного гимна о строительстве храма в Лагаше (Цилиндр А правителя Гудеа).
Владимир Казимирович на неполном материале, которым располагал при жизни, сделал несколько предположений, которые были подтверждены новыми археологическими данными. В частности, он предположил, что у «Сказания о Гильгамеше» есть шумерский оригинал (обнаруженный в тридцатые годы шумерологом Самюэлем Крамером), он также обнаружил параллели «Сказания о Гильгамеше» с древнегреческой мифологией и указал, что полное «Сказание о Гильгамеше» должно содержать характерный эпизод с орлом, который действительно был позже обнаружен. Кроме этого, множество неясных мест в Сказании были им интуитивно правильно переведены, что впоследствии подтвердило развитие шумерской грамматики и языкознания.
В области изучения литературы Шилейко высказан ряд плодотворных гипотез, основанных на сопоставлении сюжетов клинописной словесности с мотивами произведений фольклора и античной литературы. Так, в предисловии к переводу эпоса о Гильгамеше (предпринятого под его руководством Н. С. Гумилёвым) Шилейко сопоставляет первые семь таблиц и сюжетов эпоса с «Илиадой» Гомера, а пять последних — с «Одиссеей». В статье «Родная старина» он устанавливает в качестве прототипа благовещенского обряда выпускания птиц вавилонский обряд выпускания птиц в качестве выкупа за жизнь освободителя.
В статье «Текст предсказания Саргона Аккадского и его отголоски у римских поэтов» Шилейко установил параллели в формулах вавилонских гадательных текстов и поэме Лукана, а также предположил связь между образами Саргона и Эдипа. Известны также названия некоторых его докладов по истории месопотамской религии (например, «El — имя солнечного божества»), хотя их тексты до нас не дошли.
Многие гипотезы Шилейко в области истории литературы и религии получили подтверждение в трудах востоковедов, религиоведов, фольклористов, специалистов по семиотике.

## Сказания о Гильгамеше
Первый перевод на русский язык «Сказания о Гильгамеше» был сделан Н. С. Гумилёвым в 1919 году. Однако Гумилёв указывает, что, «не будучи ассириологом», переводил сказание не с аккадского языка, а с французского подстрочника, который сделал знаменитый французский востоковед П. Дорм, а Шилейко консультировал Гумилёва по аккадскому тексту. Через некоторое время Владимир Казимирович сделал собственный прямой перевод с аккадского языка, который вошёл в две рукописи «Ассиро-вавилонский эпос» и «Гильгамеш». Обе рукописи не были опубликованы при жизни Владимира Казимировича. Например, «Ассиро-вавилонский эпос» (1918—1920) предназначался для издания в первоначальной «Библиотеке всемирной литературы», задуманной Максимом Горьким, но в двадцатые годы выпуск библиотеки прервался.
Рукопись была передана в издательство Academia, которое заявило о её предстоящем издании в 1933 году, однако это издание в силу разных обстоятельств осуществилось только в 2007 году.
О судьбе перевода «Гильгамеша» сообщает обнаруженное в архиве семьи Шилейко письмо В. К. Андреевой-Шилейко И. М. Дьяконову от 23 августа 1940 года (сохранился его черновик), в котором сказано: «В Вашем письме Вы спрашиваете, не сохранилось ли в бумагах Владимира Казимировича переводов других текстов Гильгамеша (помимо VI таблицы — В. Е.). К сожалению, нет, хотя Владимиром Казимировичем были переведены все части Гильгамеша полностью и им об этом эпосе было подготовлено большое исследование. Но по воле рока все материалы по этой его работе пропали на его ленинградской квартире во время пребывания в Москве. Пропажа эта была тяжёлым ударом моему покойному мужу, хотя он и имел обыкновение говорить, что горевать не о чем, так как то, что не удалось завершить ему, всё равно сделают другие. И он, наверно, порадовался бы, найдя в Вашем лице себе продолжателя».
Таким образом, из переписки следует, что перевод эпоса о Гильгамеше был потерян ещё при жизни В. К. Шилейко, и его вдова благословила молодого учёного И. М. Дьяконова на то, чтобы сделать новый перевод. Впрочем, сам Дьяконов в 1980-х годах своим ученикам читал собственную эпиграмму: «Гильгамеша пожалей-ка: перевёл его Шилейко» (информация от востоковеда, ученика Дьяконова — И. Ф. Нафтульева). Таким образом, отношение учёной среды к наследию Шилейко едва ли можно считать однозначным. Также неоднозначно было отношение учёной среды и к переводу эпоса, сделанному Дьяконовым, он обвинялся в плагиате, см. Дьяконов, Игорь Михайлович#Авторство перевода Эпоса о Гильгамеше

## Энума Элиш(Когда вверху)
C самого начала изучения месопотамской литературы среди текстов, обративших на себя особое внимание исследователей, едва ли не наибольший интерес специалистов по мифологии вызвала поэма «Энума Элиш». В переводе В. К. Шилейко она носит название «Когда вверху». Текст был впервые издан английским учёным Дж. Смитом в 1876 году. Шилейко был первым, кто перевёл всю ему известную совокупность древнемесопотамских поэтических текстов с оригинала на русский язык в период 1910—1920 годов.

## Адреса членов семьи
По данным о сословном состоянии и местожительстве (справочники «Весь Петербург» за 1914 и 1915 годы), накануне Первой мировой войны в Петербурге-Петрограде проживали следующие родные В. К. Шилейко:
- Мать — Шилейко Анна Фоминична, вдова статского советника. — Петергоф, Петергофская улица, дом 9/2 (домовладение А. А. Авенариуса[18]).
- Сестра по матери — Шилейко Мария Казимировна (1895—?), дочь статского советника, с 12 мая 1918 года замужем[19] за подпоручиком Константином Петровичем Нефедьевым (1885—1933). — Петергоф, Дворцовый (с 1913 Романовский, с марта 1917 Народный) проспект, дом 63 (с 1915 года[17]).
- Дядя по отцу — Шилейко Аполлониуш Донатович. — 1-я Рота Измайловского полка (ныне 1-я Красноармейская улица), дом 4. Имел личное дворянство, занимался колбасной торговлей.
- Двоюродная сестра по брату отца — Стефания Аполлоновна. — Мойка, дом 10; с 1915 года — Казанская улица, дом 6.

В своей шутливой эпиграмме О. Э. Мандельштам указывает ещё один адрес — на нынешней 4-й Советской (бывшей Рождественской) улице:

— Смертный, откуда идёшь? — Я был в гостях у Шилейко.

Дивно живёт человек, смотришь — не веришь очам:

В креслах глубоких сидит, за обедом кушает гуся.

Кнопки коснётся рукой — сам зажигается свет.

— Если такие живут на Четвёртой Рождественской люди,

Путник, скажи мне, прошу, — как же живут на Осьмой?
— О.Э. Мандельштам. Собрание сочинений в 4 т. М.: 1993. Т. 1